# 25 de juliol
El 25 de juliol és el dos-cents sisè dia de l'any del calendari gregorià i el cent dos-cents setè en els anys de traspàs. Queden 159 dies per finalitzar l'any.

## Esdeveniments
Països Catalans
- 1713 - Barcelona Arrancava un setge de les tropes borbòniques sobre Barcelona. La resistència catalana va durar 413 dies, fins a l'11 de setembre de 1714.
- 1835 - Barcelona - Crema de convents.
- 1836 - Albaida (Vall d'Albaida): els carlins perden la batalla d'Albaida de la primera Guerra Carlina.
- 1938 - Catalunya: durant la matinada, les tropes republicanes travessen el riu Ebre i s'inicia la batalla de l'Ebre, la més sagnant de la Guerra civil espanyola.[1]
- 1980 - 
  - Barcelona: S'inaugura el cafè-teatre El Llantiol, un club per exhibir-hi espectacles de màgia de prop.[2]
  - Naixement públic de l'organització Terra Lliure.[cal citació]
- 1992 - Barcelona: s'inauguren els XXV Jocs Olímpics d'Estiu.
- 2008 - El Club Bàsquet Girona abandona la Lliga ACB de bàsquet per problemes econòmics després de 20 anys participant-hi.
- 2014 - Barcelona: Jordi Pujol confessa públicament que ha tingut diners no declarats fora d'Espanya durant més de trenta anys.

Resta del món
- 1668 - Shandong (Xina): Un terratrèmol de magnitud 8,5 en l'escala de magnitud de moment deixa 43.000-50.000 morts.
- 1799 - Abukir (Egipte): l'exèrcit francès venç en la batalla d'Abukir contra les forces otomanes i britàniques en le curs de la campanya napoleònica d'Egipte i Síria.
- 1917 - Tòquio (Japó): fundació de la Nikon Corporation.
- 2000 - París (França): 113 persones moren en estavellar-se un Concorde d'Air France quan s'enlairava de l'Aeroport de París-Charles de Gaulle.

## Naixements
Països Catalans
- 1888 - Lleida: Jaume Agelet i Garriga, diplomàtic de l'estat espanyol i poeta.
- 1899 - Barcelona: Elàdia Faraudo: pionera de l'assistència social i política exiliada.[3]
- 1920 - Palma: Catalina Valls Aguiló de Son Servera, actriu i escriptora mallorquina (m. 2010).[4]
- 1933 - Barcelona: Laly Soldevila, actriu catalana.[5]
- 1944 - Barcelona: Maria Rosa Ribas i Monné, compositora i pianista catalana.[6]
- 1945 - Barcelona: Ventura Pons, director de cinema, guionista i productor català (m. 2024).
- 1946 - Barcelona: Susana Solano Rodríguez, escultora catalana.[7]
- 1947 - Poble Nou (València): Fernando Roig Alfonso, empresari valencià, president del Vila-real CF.
- 1954 - Gijón: Mae de la Concha García-Mauriño, llibretera i política menorquina, que ha estat diputada estatal i balear i Consellera Insular.[8]
- 1959 - Tavernes de la Valldigna, la Safor: César Ferrando Jiménez, futbolista i entrenador de futbol valencià.
- 1986 - Arenys de Munt, Maresme: Maria Majó Merino, jugadora d'hoquei patins i de roller derby catalana, i també metgessa.[9]

Resta del món
- 1016, Cracòvia, Polònia: Casimir I de Polònia (El Restaurador), aristòcrata polonès, duc de Polònia.
- 1512, Toledo, Espanya: Diego Covarrubias y Leiva, bisbe i polític castellà
- 1654, Castelfranco Veneto, República de Venècia: Agostino Steffani, compositor italià
- 1848, Whitingehame, East Lothian, Escòcia: Arthur Balfour, polític escocès, Primer Ministre del Regne Unit (1902-1905) (m. 1930).[10]
- 1894, Swampscott, Massachusetts, Estats Units: Walter Brennan, actor estatunidenc.
- 1905, 
  - Rusçuk, Imperi Austrohongarès: Elias Canetti, escriptor en llengua alemanya, Premi Nobel de Literatura de l'any 1981 (m. 1994).[11]
  - Union Hill, Nova Jersey: Lila Lee, estrella del cinema mut (m.1973).[12]
- 1920, Londres, Anglaterra: Rosalind Franklin, científica britànica que obtingué les imatges que desembocaren en el descobriment de l'estructura de l'ADN.[13]
- 1923, Vaxholm, Suècia: Maria Gripe, escriptora sueca de literatura infantil (m. 2007).[14]
- 1930, Mont-real, Canadà: Maureen Forrester, contralt canadenca (m. 2010).[15]
- 1935, Evanston: Barbara Harris, actriu estatunidenca de teatre i cinema (m. 2018).[16]
- 1940, Ciutat de Mèxic: Lourdes Grobet Argüelles, fotògrafa mexicana contemporània.[17]
- 1946, Santiago de Cuba: Rita Marley, cantant jamaicana de reggae.[18]
- 1956, Pittsburgh, Pennsilvània (EUA): Frances Arnold, científica estatunidenca, Premi Nobel de Química de l'any 2018.[19]
- 1966, Portneuf, Quebec, Canadà: Lynda Lemay, cantant quebequesa.[20]
- 1976, Brno, Txecoslovàquia: Nikita Denise, actriu porno
- 1978, Oldham (ciutat d'Anglaterra): Louise Brown, primer "nen proveta".[21]

## Necrològiques
Països Catalans
- 1911 - Sabadell: Josep Santanac i Camps, primer propietari que edificà al barri d'Hostafrancs de Sabadell, el 1883.
- 1978 - Sabadell: Lluís Creus i March, promotor de l'excursionisme i activista cultural català.
- 1982 - Barcelona: Jordi Rubió i Balaguer, erudit, bibliotecari, filòleg i historiador català (n. 1887).
- 1994 - Vilanova i la Geltrú: Ventureta Mestres i Gras, actriu i soprano catalana (n. 1925).[22]
- 2010 - la Garriga, Vallès Oriental: Josep Segú i Soriano, ciclista català.

Resta del món
- 1195 - abadia de Hohenburgː Herrada de Landsberg, monja alsaciana, escriptora enciclopèdica i il·lustradora, autora de la primera enciclopèdia feta per una dona.[23]
- 1471 - Zwolle (Països Baixos): Tomàs de Kempis, canonge agustí i escriptor místic, a qui s'ha atribuït l'autoria de De imitatione Christi (n. ca. 1380).[24]
- 1794 - París (França): André Marie de Chénier, anomenat André Chénier, poeta en llengua francesa (n. 1762).[25]
- 1831 - Sant Petersburg: Maria Szymanowska, compositora i pianista virtuosa polonesa del segle xix (n. 1789).[26]
- 1853 - Sevilla, Espanya: José Joaquín Primo de Rivera y Ortiz de Pinedo fou un militar i polític espanyol.
- 1934 - Viena (Àustria): Engelbert Dollfuss, polític conservador feixista austríac, canceller d'Àustria des de 1932 fins 1934 (n. 1892).
- 1953 - Simancas, Espanya: Alice Bache Gould, matemàtica, filantropa i historiadora estatunidenca (n. 1868).[27]
- 1969 - Singen, Alemanya: Otto Dix, un dels grans pintors alemanys del segle xx (n. 1891).[28]
- 1982 - Los Angeles: Clara Lemlich, sindicalista i sufragista americana (n. 1886).[29]
- 1984 - Los Angeles, Califòrnia: Big Mama Thornton, cantant estatunidenca de blues.[30]
- 2002 - el Caire: Abd-ar-Rahman Badawí, existencialista, professor de filosofia, escriptor i poeta egipci.
- 2003 - Palm Springs, Califòrnia, Estats Units: John Schlesinger, director, actor, guionista i productor de cinema anglès.
- 2017 - Queens, Nova York: Gretel Bergmann, atleta jueva alemanya, vetada pels nazis en els JJOO de 1936 (n. 1914).[31]

## Festes i commemoracions
- A Catalunya se solia celebrar una revetlla com la de Sant Joan, avui ja en desús
  - Festa major de Riudoms (el Baix Camp)
  - Festa major de Sant Carles de la Ràpita (Montsià)
  - Festa major de Salt (Gironès)
  - Festa major de Sant Pol de Mar (el Maresme)
  - Festa major de Figuerola del Camp (Alt Camp)
  - Fira de Sant Jaume a Reus (el Baix Camp)
  - Festa major de Begues (el Baix Llobregat)
- Al País Valencià:
  - Segon dia de les festes de Moros i Cristians de la Vila Joiosa (Marina Baixa)
- A les Illes Balears:
  - Diada de Formentera
- A Galícia:
  - Dia de la Pàtria Gallega
  - Els anys en què aquest dia s'esdevé en diumenge s'hi celebra un Any sant compostel·là
  - Festa major de Santiago de Compostel·la

### Santoral[32]

#### Església Catòlica[33]
- Sants al Martirologi romà (2011): Sant Jaume, patró d'Espanya i de Galícia; Cugat màrtir i Juliana i Semproniana, màrtirs (a Catalunya, el 27 de juliol); Cristòfor màrtir (a Espanya se celebra el 10 de juliol); Tea de Gaza, màrtir (s. III); Valentina de Cesarea, màrtir (317); Olímpia de Constantinoble, abadessa (409); Beat de Trèveris i Bant de Trèveris, eremites (s. VI); Magneric de Trèveris, bisbe (587); Glodesinda de Metz, abadessa (610); Teodemir de Còrdova, màrtir (851).
  - Beats: Jean Soreth, carmelita, fundador de les Monges carmelites; Pietro Corradini de Molliano, monjo (1490); Rodolfo Acquaviva i Màrtirs de Cumcolim, màrtirs; Antonio Lucci, bisbe (1725); Michel Louis Brulard, prevere màrtir (1794); Carme Sallés i Barangueras, fundadora de les Concepcionistes Missioneres de l'Ensenyament; Darío Acosta Zurita, màrtir (1931); Deogracias Palacios, León Inchausti, José Rada, Julián Moreno, José Ricardo Díez, màrtirs (1936); Dionisio Pamplona, màrtir (1936); Federico Carlos Rubio Álvarez, Primi Martínez Castillo, Jerónimo Ochoa Urdangarín, Juan de la Cruz Delgado Pastor, màrtirs (1936) Pedro Redondo, Félix Ugalde Irurzun, Benito Solano Ruiz, màrtirs (1936); Miquel Peiró i Victori, laic màrtir (1936); Maria Teresza Kowalska, màrtir (1941).
- Sants: Bonifaci de Roma, màrtir; Justí, Florenci, Fèlix i Justa de Furci, màrtirs (310); Ebrulf de Beauvais, abat; Ursus de Troyes, bisbe; Mordeyren de Nantglyn, eremita.
- Venerables: Thomas Hemerken, prevere.
- Servents de Déu: Joseph Cardijn; Enric Morante i Chic, mercedari màrtir (1936).
- Venerats a l'Orde de la Mercè: beats Antonio de Olmedo; Pedro de Avedaño, màrtir (1606).

#### Església Copta
- 18 Abib: Jaume de Jerusalem, bisbe

#### Església Ortodoxa (segons el calendari julià)
- Se celebren els corresponents al 7 d'agost del calendari gregorià

#### Església Ortodoxa (segons el calendari gregorià)
Corresponen als sants del 12 de juliol del calendari julià.
- Sants: Verònica, seguidora de Jesús; Procle i Hilari d'Ancira, màrtirs (106); Mamas de Sigmata, màrtir; Golindukha de Pèrsia (591); Joan d'Ivíron, príncep i abat; Gabriel d'Atos, monjo; Miquel de Maleinus (962); Teodor i Joan de Kíev, màrtirs (962); Serapió de Volomsk, abat (1275); Arseni de Novgorod (1570); Simó de Volomsk (1641); Antoni de Leokhnov, abat (1611); Momcilo Grgurevic, màrtir (ca. 1940).

##### Església Ortodoxa Grega
- Andreu el Comandant, màrtir, i els seus companys: Heracli, Taust i Menrtyrer, und Menna, màrtirs.

#### Església Evangèlica d'Alemanya
- Jaume el Major, apòstol; Thomas Hemerken, prevere.

#### Esglésies anglicanes
- Jaume el Major, apòstol i màrtir.